# Смилга, Ивар Тенисович
И́вар Тени́сович Сми́лга (латыш. Ivars Smilga; 19 ноября (2 декабря) 1892, Алоя, Вольмарский уезд, Лифляндская губерния — 10 января 1937, Москва) — советский политический, государственный и партийный деятель, экономист. Член ЦК ВКП(б) (1917—1920, 1925—1927), кандидат в члены ЦК (1920—1921, 1922—1923, 1924—1925).

## Детство и юность
По происхождению латыш. Согласно свидетельству о рождении, родился 19 ноября (2 декабря) 1892 года в городке Алоя в семье «хозяина» (так в свидетельстве о рождении) Тениса Смилги и его жены Аннетты Юлии Линде. Крещён был в местном приходе 31 декабря того же года. Отец — лесник, расстрелянный в 1906 году за участие в революционных событиях 1905 года в Латвии; «По своим политическим убеждениям, — писал о нём сам Смилга, указывая его фермером-земледельцем, — отец мог бы быть отнесён к типу демократов-просветителей», там же далее: «В конце 1905 года, во время ликвидации волостных правлений, отец был избран председателем революционного распорядительного комитета в нашей волости. В январе 1906 года он был расстрелян карательной экспедицией царского правительства». Руководил экспедицией ротмистр Пётр Врангель. Как уточняет д. и. н. Д. П. Ненароков, «каратели, после зверств и пыток, расстреляли его на глазах близких, долгое время не разрешая хоронить».
В январе 1907 года будучи учеником реального училища, в возрасте 14 лет вступил в РСДРП. В 1910 приехал в Москву и поступил в Императорский Московский университет (по др. сведениям — на юридический факультет Университета Шанявского), в 1911 за участие в студенческой демонстрации был исключён из университета и выслан из города.

Слушал лекции в народном университете имени Шанявского, играл выдающуюся роль в деле побуждения учащихся там рабочих к соучастию в студенческих беспорядках и активно содействовал подготовке уличной демонстрации в связи со смертью гр. Л. Н. Толстого» (Из дела 1911 года Вологодского губернского жандармского управления).

Впоследствии, в 1915 году, за нелегальную пропагандистскую деятельность был сослан в Сибирь, откуда после Февральской революции 1917 года освободился по общей амнистии. В марте Смилга вернулся в Петроград и уже в апреле 1917 года в возрасте 24 лет был избран в ЦК РСДРП и отправлен представителем ЦК в Финляндию.

## Октябрьская революция и гражданская война

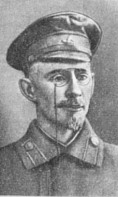
И. Т. Смилга в Красной армии, ок. 1918 г.

С середины 1917 года Смилга занимал пост председателя облисполкома армии, флота и рабочих Финляндии. Поддерживал связь с Владимиром Лениным, находившимся в то время в Гельсингфорсе. Активно участвовал в подготовке Октябрьского восстания в Петрограде. 25 октября 1917 года, в день восстания, осуществил переброску верных большевикам войск из Финляндии в Петроград, которые приняли участие в штурме Зимнего дворца. С конца 1917 по 1918 год — уполномоченный РСФСР в Финляндии. Один из главных организаторов революционного движения в Финляндии, однако после поражения в начале 1918 года финской революции вернулся в Петроград.
С 1918 по 1921 год Смилга являлся членом Реввоенсовета последовательно т. н. Северо-Уральского-Сибирского фронта (до 20 июля 1918), 3-й армии Восточного фронта (с 20 июля по 22 октября 1918), Восточного фронта (с 28 октября 1918 по 3 апреля 1919), Юго-Восточного фронта (с 30 сентября 1919 по 16 января 1920), Кавказского фронта (с 16 января по 21 мая 1920 и с 26 января по 29 мая 1921), Западного фронта (с 30 мая по 24 октября 1920), Южного фронта (с 25 октября по 10 декабря 1920) и Крымского фронтов. Был членом Революционного военного совета с 8 мая 1919 по 24 марта 1923 года. 31 мая 1919 года был назначен начальником Политуправления РВСР, руководившего деятельностью всех комиссаров в РККА. Этот пост занимал по январь 1921 года. Участвовал в боях против войск Алексея Каледина, Антона Деникина, повстанческих отрядов на Кавказе, Урале и Сибири, а также Вёшенского восстания. Судил штаб конно-сводного корпуса во главе с Борисом Думенко.

## Послевоенная деятельность

И. Т. Смилга. Фото 1920-х годов.

С 1920 года — на хозяйственной работе. В 1921—1923 годах — член Президиума ВСНХ РСФСР, начальник Главного управления по топливу ВСНХ РСФСР. . С 1923 года — заместитель председателя Госплана СССР, один из главных помощников Г. М. Кржижановского. В 1923 году преподавал в Московской горной академии. В 1924—1927 годах — директор Московского института народного хозяйства, читал в нём курс лекций по экономической политике СССР.
В начавшейся после смерти В. И. Ленина внутрипартийной борьбе Смилга поддерживал Л. Д. Троцкого, хотя и возражал против создания Трудовых армий. Играл ведущую роль в Левой оппозиции, его подпись стоит под всеми её основными документами и воззваниями; он приветствовал участников её последней публичной демонстрации 7 ноября 1927 года и был избит приверженцами «генеральной линии партии». В том же 1927 году, как активный участник троцкистской оппозиции, был снят со всех постов и исключён из ВКП(б). Особым Совещанием при ОГПУ Смилга был приговорён к четырём годам ссылки и выслан в Минусинск. (Существует свидетельство, что первоначально назначенное Политбюро место ссылки Колпашево было заменено по обращению к Сталину на Минусинск.) На его проводы в ссылку пришли 1,5 тысячи человек, перед которыми выступил Л. Д. Троцкий.
Тяжело переживая нахождение вне партии, в 1930 году вместе с А. Г. Белобородовым, К. Б. Радеком и Е. А. Преображенским заявил о разрыве с троцкизмом. Вскоре был восстановлен в ВКП(б) и вернулся в Москву.
Вновь вошёл в Президиум ВСНХ и был назначен заместителем председателя Госплана СССР.
Параллельно активно занимался литературной деятельностью: был редактором отдела зарубежных мемуаров в издательстве «Академия», готовил к печати произведения А. Сен-Симона, написал предисловие к «Похвале глупости» Эразма Роттердамского, «Посмертным запискам Пиквикского клуба» Чарльза Диккенса, «Переписке братьев Кропоткиных». Втайне продолжал участие в оппозиционной организации Ивана Смирнова.

## Гибель
В декабре 1934 года, И. Т. Смилга, потрясённый убийством Сергея Кирова, написал некролог о погибшем, но газета «Известия» его не поместила, а автор — вновь исключён из ВКП(б). Арестован 1 января 1935 года. 10 января 1937 года Военной коллегией Верховного суда СССР приговорён к расстрелу за «участие в троцкистской контрреволюционной террористической организации». Приговор приведён в исполнение в тот же день. Тело кремировано, прах захоронен в одной из общих могил Донского кладбища.
3 апреля 1987 года Ивар Смилга был реабилитирован посмертно с восстановлением его членства в коммунистической партии.

## Семья
Супруга И. Т. Смилги, Надежда Васильевна Полуян, член партии с 1915 года, была арестована вслед за мужем и расстреляна в Карелии в ноябре 1937 года вместе с группой других большевиков. Многие её родственники стали жертвами сталинского террора или погибли в годы Великой Отечественной войны — братья: Ян Васильевич Полуян, в 1937 г. приговорён ВКВС СССР к ВМН, Дмитрий Васильевич Полуян (1886—1937), расстрелян в Сандармохе; его сын, Олег Дмитриевич Полуян (1912—1939), обвинен в шпионаже, вредительстве и участии в контрреволюционной организации и приговорен к ВМН.
После ареста Надежды Васильевны их со Смилгой дочери — Татьяна (1919—2014) и Наталья (1921—1959) — жили у старшей сестры Надежды Васильевны — Серафимы Васильевны Полуян, члена партии с 1903 года. «Обеих дочерей аккуратно арестовывали, как только им исполнялось 18 лет и отправляли в лагерь как ЧСВН («член семьи врага народа»). Таня и Наташа были реабилитированы и вернулись в Москву только в 1955 году, когда первой было 36 лет, а второй — 34 года».
20-летнюю Татьяну Иваровну Смилгу-Полуян в 1939 году вместе с четырьмя её бывшими одноклассницами, дочерьми известных партийных и советских деятелей — Еленой Моисеевной Рухимович, Тамарой Алексеевной Медведевой, Ниной Георгиевной Оппоковой-Ломовой, Натальей Николаевной Крестинской — осудили за «контрреволюционную агитацию». В тюрьмах, лагерях и ссылке она провела 14 лет. Освобождена из ссылки в 1953 году. В 1956 году она была частично реабилитирована, а с 1958 года получила разрешение вернуться в Москву. Похоронена на Миусском кладбище. Ее дочь Оксана живет в США.

## Сочинения
- Наши взгляды. М., 1919
- Война и мир. Письмо к товарищам военным коммунистам. М., 1920
- Строительство армии. М., 1920
- Милиционная система. М., 1921
- Очередные вопросы строительства Красной Армии. М., 1921
- Донбасс в первой половине 1922 года. М., 1922
- Промышленность накануне нового бюджетного года. М., 1922
- Военные очерки. М., 1923
- Конъюнктурный обзор народного хозяйства. М., 1924
- Промышленность в условиях новой экономической политики. М., 1924
- Осенний кризис. М., 1924
- Наше хозяйственное положение. М., 1925
- Сельскохозяйственный кредит в Союзе ССР. М., 1925
- Восстановление хозяйства СССР и реконструкция его производительных сил. М., 1925
- Хозяйство СССР в 1923—24 году и перспективы на 1924—25 год. М., 1925
- Восстановительный процесс. М., 1926
- Хозяйственные итоги и перспективы. М., 1926
- Экономический бойкот СССР М., 1930
- Оборонная работа в промышленности. М., 1931
- Основные линии размещения производительных сил во втором пятилетии. М., 1932